# Stade Roland-Garros
Stade Roland-Garros (česky Stadion Rolanda Garrose nebo Tenisový areál Rolanda Garrose) je tenisový areál ležící v 16. městském obvodu Paříže u Buloňského lesíka. Každoročně hostí French Open, jediný grandslam hraný na antuce. Název získal po leteckém průkopníku Rolandu Garrosovi. Otevřen byl v květnu 1928 antukovým French Championships. Modernizovaný areál má 18 kurtů s hlavními stadiony Philippa Chatriera, Suzanne Lenglenové a Simonne Mathieuové. Na Letních olympijských hrách 2024 hostil tenis a box.
Na Stade Roland-Garros, nejmenším ze všech grandslamových areálů, sídlí tenisový svaz Fédération Française de tennis, Národní tréninkové centrum (CNE) a muzejní expozice Tenniseum, mapující dějiny tenisu.

## Název
Stadion získal název po francouzském průkopníku letectví Rolandu Garrosovi, který 23. září 1913 jako první přeletěl Středozemní moře. V říjnu 1918 byl na konci první světové války sestřelen v leteckém souboji u ardenského Vouziers pravděpodobně německým leteckým esem Hermannem Habichem. Mezi sporty Roland Garros preferoval ragby. Prezident Racing Clubu, kde se turnaj do té doby také konal, a ragbista Émile Lesieur, garantoval v roce 1927 dohodu na vzniku nového areálu na pozemku Stade Français v Auteuilu za podmínky, že ponese název Rolanda Garrose, s nímž v letech 1906–1908 studoval na École des hautes études commerciales. Pojmenováním tenisového areálu chtěli Garrosovi přátelé uctít památku letce, jenž zemřel krátce před koncem světového válečného konfliktu.
Druhou netenisovou osobností, které organizátoři vyjadřovali respekt byl vědec a chronofotograf Étienne-Jules Marey, který stál u základů moderní kinematografie a zemřel v roce 1904. Mareyův institut stál na ploše budoucího areálu již od roku 1903. Zbořen byl v roce 1980, aby uvolnil místo pro výstavbu kurtu č. 1, s dohodou trvalého Mareyova pomníku na stadionu.

## Historie

### Vznik areálu a internační tábor
Po výhře Francie nad Spojenými státy ve filadelfském finále Davis Cupu 1927 se Francouzi rozhodli urychleně vybudovat nový sportovní areál, na kterém by obhajovali salátovou mísu.
Stadion byl postaven mezi podzimem 1927 a jarem 1928, v původně zalesněné krajině Buloňského lesíka za Molitorovou branou města. Na přelomu května a června 1928 se na stadionu poprvé odehrálo Roland Garros, po přestěhování turnaje ze Stade Français Paris v Saint-Cloudu (1927) a Racing Clubu de France (1926) ležícího také u Buloňského lesíka, které se v pořadatelství střídaly. Na ploše 3,25 hektarů obsahoval Stade Roland-Garros pět dvorců. Architekt Louis Faure-Dujarric snížil náklady výstavbou centrálního kurtu pro deset tisíc diváků ve tvaru svatoondřejského kříže, s esteticky vytříbeným vzhledem.
V červencovém finále Davis Cupu 1928 obhájili Francouzi titul, když podruhé v řadě porazili americké družstvo. Výhru zajistili tenisté označováni za Čtyři mušketýry: Jacques Brugnon, Jean Borotra, Henri Cochet a René Lacoste. Stadion hostil všechna daviscupová finále mezi lety 1928–1933, z nichž francouzští hráči vyšli vždy vítězně. Od vypuknutí druhé světové války v září 1939 sloužil areál do června 1940 jako internační tábor, pod eufemistickým názvem „Centre de Rassemblement“. V podzemních prostorách byli zadržováni političtí odpůrci včetně komunistů a cizí státní příslušníci, především Maďaři, Rusové, Poláci a Italové. Novinář a maďarský Žid Arthur Koestler uvedl, že při jeho internaci se v útrobách tísnilo asi 600 osob a na výsledkové tabuli stále visela jména Brugnona s Borotrou z pětisetové finálové bitvy ve čtyřhře 1939 proti McNeillovi a Harrisovi.

### Růst areálu s nástupem otevřené éry tenisu
S nástupem otevřené éry světového tenisu začalo v roce 1974 rozšiřování areálu, když úpravy ze 40. let nedostačovaly tenistům ani zvyšujícímu se počtu diváků. Modernizaci budov vedl architekt Claude Girardet. V sedmdesátých letech areál obsahoval devět dvorců. Zázemí tenisového svazu Fédération Française de tennis vzniklo pod tribunou C centrálního dvorce. V letech 1979–1980 se zvýšila jeho kapacita na patnáct tisíc diváků. Na pozemku Mareyova institutu byl postaven druhý největší kurt č. 1, s atypickým kruhovým hledištěm pro 4,5 tisíce návštěvníků. U něho také vznikla vesnička „Village“ se stánky sponzorů, která tento prostor opustila až roku 2017. K rozšíření západního křídla areálu došlo v roce 1984, kdy vzniklo šest antukových dvorců. Stadion tak měl již sedmnáct kurtů na ploše téměř šesti hektarů. Ročník 1987 přinesl renovované tribuny C a D centrkurtu. Po jeho skončení byla zbořena tribuna B, jejíž nová podoba obsahovala tiskové středisko.
V roce 1987 vznikl záměr rozšíření areálu o 2,5 hektarů na západní straně, s výstavbou šesti tréninkových dvorců. V roce 1989 pak vzniklo vedle centrkurtu Náměstí mušketýrů (Place des Mousquetaires), s použitím mramoru. Zdobily jej bronzové sochy Čtyř mušketýrů od italského sochaře Vita Tongianiho, odkazující na tradici francouzských tenisových legend. Do středu byla umístěna plastika salátové místy určené pro vítěze Davisova poháru. Paříský starosta Jacques Chirac podepsal v roce 1990 povolení k výstavbě druhého největšího dvorce s elipsovitými tribunami pro deset tisíců diváků, označovaného jako Court A, a od roku 1997 nesoucí jméno Suzanne Lenglenové. Tongiani v roce 1994 před kurt instaloval bronzovou sochu tenisové legendy. V zázemí dvorce vzniklo parkoviště, tiskové centrum, nové kanceláře tenisového svazu a restaurace Club des Loges. V letech 1999–2002 podstoupil výraznou přestavbu centrální kurt, se zvýšením ocelově-skleněné konstrukce o 6 metrů, při zachování tvaru svatoondřejského kříže. V ročníku 2001 získal jméno po prezidentu francouzské tenisové federace Philippu Chatrierovi. V období 2007–2008 byla zbořena a nově vystavěna jeho Lacostova tribuna C.

### Rozsáhlá modernizace ve 2. a 3. desetiletí 21. století
V roce 2009 vydala Francouzská tenisová federace prohlášení, v němž označila zázemí French Open za nedostačující a zaostávající za zbylými grandslamy. Francouzský architekt Marc Mimram, autor štrasburského pěšího mostu Passerelle des Deux Rives přes Rýn, byl pověřen zpracováním návrhu na rozšíření a inovaci areálu, včetně vyřešení osvětlení a zastřešení dvorců. V blízké rekreační oblasti Georges Hébert, ležící východně od Roland Garros také v Auteuilu, měl v letech 2011–2014 vzniknout čtvrtý velký stadion se zatahovací střechou pro patnáct tisíc diváků. V jeho okolí měly být postaveny dva menší dvorce pro 2,5 a 1 tisíc návštěvníků, s celkovými náklady 100–116 milionů eur. Během roku 2010 se zvedl nesouhlas s navrhovaným rozšířením, včetně námitek pařížské městské rady. Francouzská tenisová federace reagovala alternativním plánem, počítajícím s přesunem grandslamu do nové lokality. Mezi zvažovaná dějiště se zařadily Marne-la-Vallée u Euro Disney, severní pařížské předměstí Gonesse či opuštěná vojenská základna poblíž Versailles. Rozloha stávajícího pařížského areálu byla méně než poloviční vůči každému ze tří dalších areálů grandslamu. Existovaly tak pouze dva scénáře, rozšíření plochy klubu nebo změna místa konání. V únoru 2011 bylo rozhodnuto, že French Open nadále setrvá na stávajícím pozemku u Porte d'Auteuil a projde rozsáhlou obnovou.

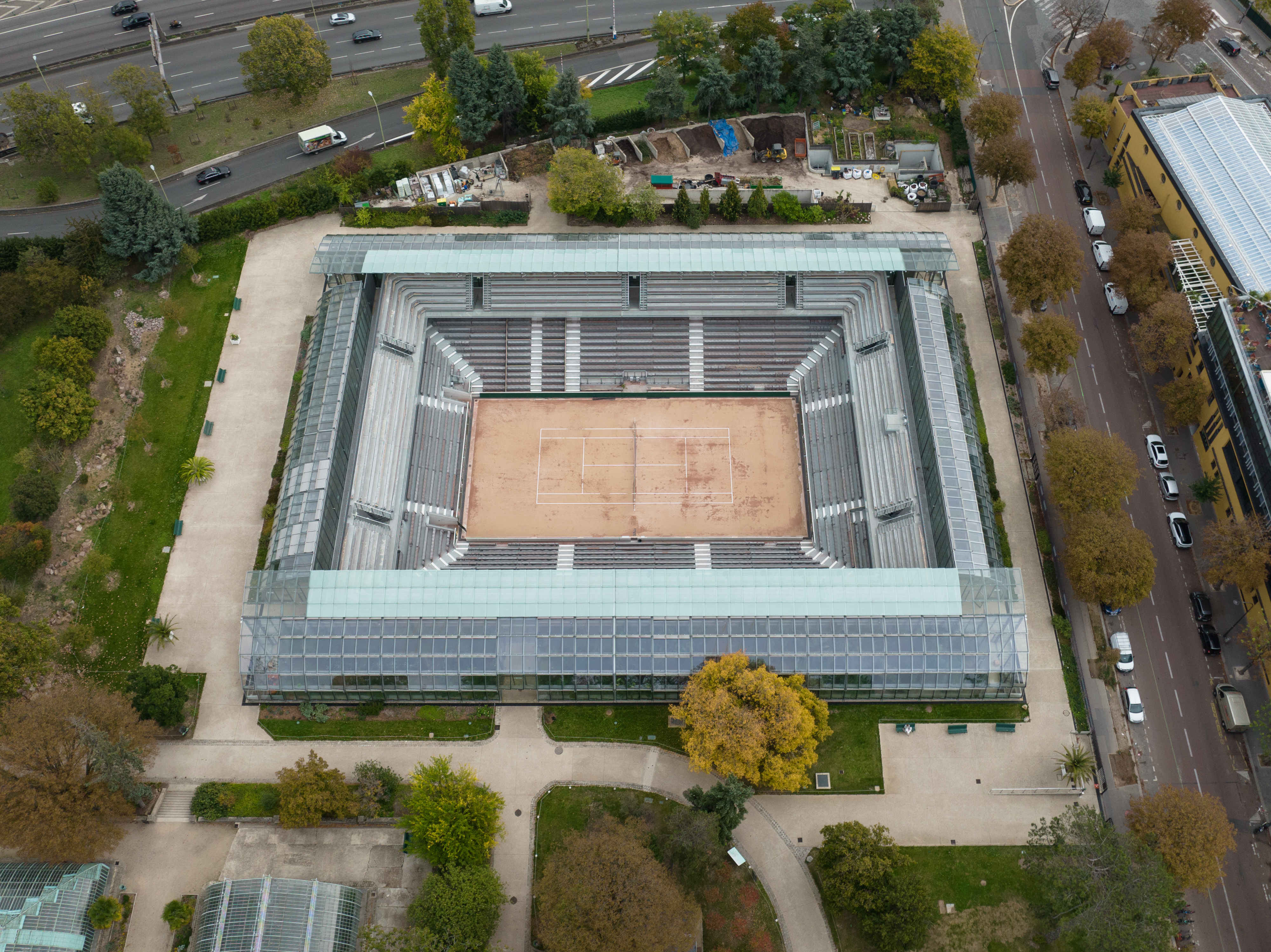
Kurt Simonne Mathieuové ve skleníkové zahradě

Stavební povolení pro výstavbu třetího největšího kurtu Simonne Mathieuové na pozemku skleníkové zahrady v Autielu bylo uděleno v červnu 2015. Návrh ve výši 22 miliónů eur zpracoval Marc Mimram. Kurt s areálem propojený koridorem oranžérie byl otevřen na květnovém French Open 2019. Po jeho skončení naopak následovala demolice do té doby třetího největšího dvorce, Courtu 1. Oranžérie se stala místem rozlosování soutěží. V roce 2019 došlo také ve Fonds des Princes, tj. v okolí nového dvorce č. 14 pro 2,2 tisíce diváků, ke zprovoznění šesti nových kurtů, čtyř soutěžních (10, 11, 12 a 13) a dvou tréninkových (15 a 16). V ročníku 2020 se poprvé v historii hrálo pod zatahovací střechou, kterou byl opatřen centrální dvorec Philippa Chatriera. Areál se tak stal posledním z grandslamů, který zastřešil dvorec. Zápasy mohly premiérově probíhat i po setmění vzhledem k montáži umělého osvětlení na dvanáct kurtů (vedle tří arén také na dvorce č. 4, 5, 7, 9–14). Tím bylo zajištěno dodržení harmonogramu v podzimních dnech s časnějším stmíváním, v atypickém ročníku 2020 přeloženém kvůli pandemii covidu-19 až na přelom září a října. V roce 2021 byly osvětleny již všechny soutěžní dvorce. Na centrkurtu se poprvé konaly divácky atraktivní večerní zápasy, tzv. night session a při vstupu na Náměstí mušketýrů byla odhalena socha Rafaela Nadala od španělského sochaře Jordiho Díeze Fernandeze.

## Události
- Roland Garros (od 1928)
- Davis Cup: 1928, 1929, 1930, 1931,  1932,  1933 (finále)
- Mistrovství Francie v basketbalu: 1934–1939, 1945, 1947, 1948 (finále)
- Pohár federace 1968, Fed Cup 2005 (finále)
- FIVB Beach Volleyball World Tour: 2022, 2023
- Letní olympijské hry 2024: tenis, box (finálová fáze boxu, Court Suzanne-Lenglen)[20][21]

## Areál

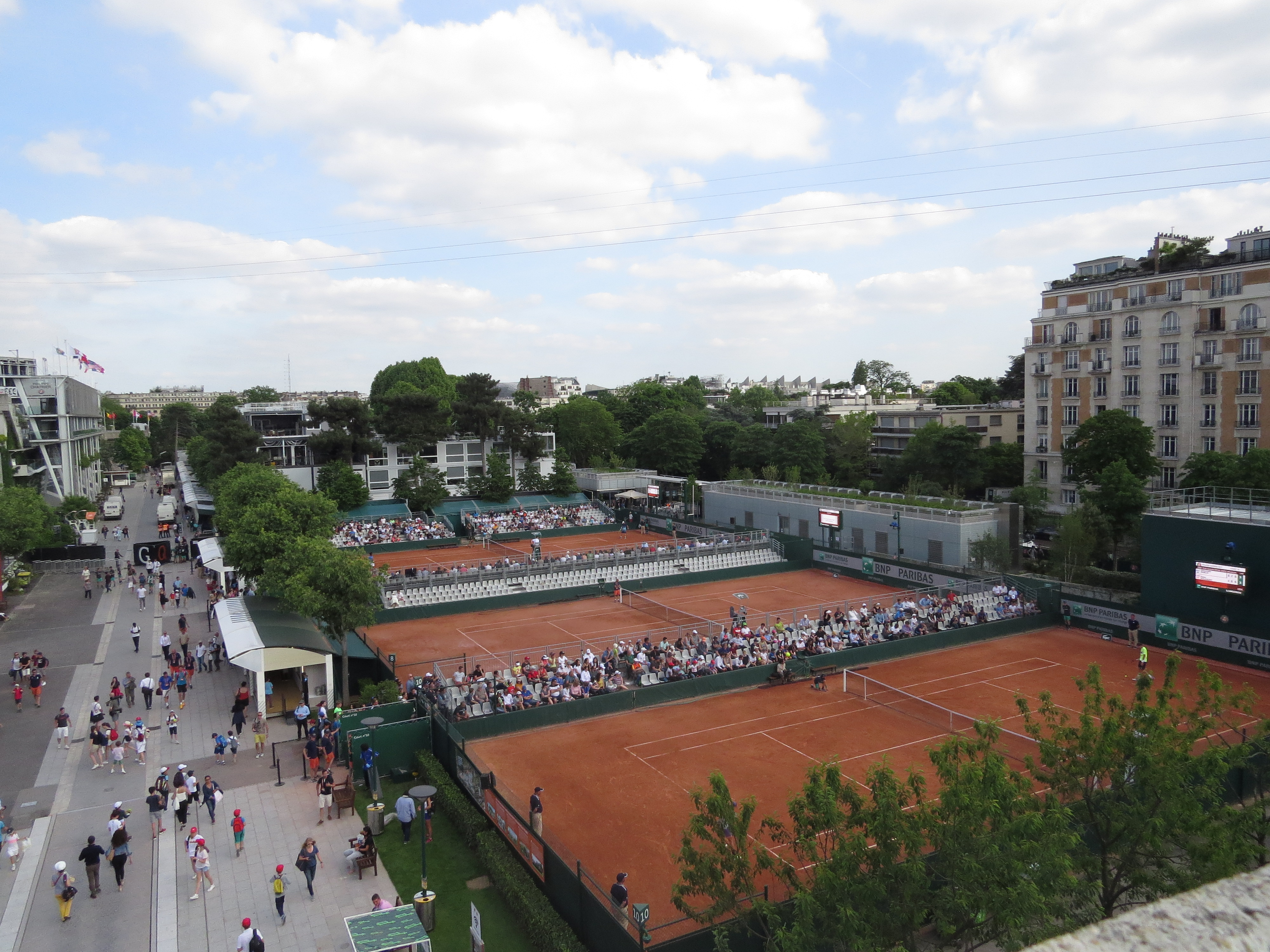
Pohled z kurtu Lenglenové ulicí Marcela Bernarda směrem k Chatrierově dvorci (vlevo) na kurty č. 10, 8 a 6 (vpravo) před rekonstrukcí této části areálu (2017)

Dvanáctihektarový areál zahrnuje 18 dvorců včetně tří hlavních Philippa Chatriera, Suzanne Lenglenové a Simonne Mathieuové. 
V sousedství centrálního stadionu bylo v roce 1989 otevřeno Náměstí mušketýrů (Place des Mousquetaires). V západní části areálu, okolo čtvrtého největšího kurtu č. 14, byl roku 2019 dokončen segment Fonds des Princes se šesti novými dvorci. Východně od něj stojí kurt Lenglenové, za nímž severně areál ohraničuje restaurace Club des Longes a komplex provzdušněných budov Village, otevřených na novém místě v roce 2018, pro zázemí organizátorů a prezentaci partnerů grandslamu. Z terasy lze sledovat utkání na dvorcích č. 7 a 9. Komplex Village vznikl na místě Národního tréninkového centra, které bylo přesunuto do sousedství areálu. Národní tréninkové centrum (CNE, Centre National d’Entraînement) se tak nachází jižně a východně od kurtu Simonne Mathieuové.

### Court Philippe-Chatrier
Court Philippe-Chatrier je centrální a největší tenisový dvorec areálu. Postaven byl v roce 1928 a nazván jednoduše Center Court. Původní kapacita deseti tisíc diváků byla navýšena na 15 225 osob, což z něj učinilo největší antukový kurt světa. Tribuny nesou jména Čtyř mušketýrů francouzského tenisu, kteří dominovali tenisu ve 20. a na počátku 30. let dvacátého století. V roce 2001 získal jméno po prezidentu francouzského tenisového svazu Philippu Chatrierovi, který se zasloužil o znovuzařazení tenisu do rodiny olympijských sportů na LOH 1988 v Soulu. Při přestavbě kurtu z let 2018–2020 do moderní podoby získal 330tunovou zatahovací střechu.

### Court Suzanne-Lenglen
Court Suzanne-Lenglen je druhý největší dvorec areálu s kapacitou 10 056 osob. Tribuny jsou pojmenovány po světových stranách. Otevřen byl v roce 1994 pod názvem Court  A. Roku 1997 získal jméno francouzské tenisové legendy Suzanne Lenglenové, jejíž socha stojí před kurtem. Zastřešení bylo realizováno pro Letní olympijské hry 2024.

### Court Simonne-Mathieu
Court Simonne-Mathieu je třetí největší dvorec areálu. Jeho kapacita činí 5 000 osob. Otevřen byl v roce 2019 a pojmenován po Simonne Mathieuové, francouzské šampionce Roland-Gaross a účastnici odbojového Hnutí odporu za druhé světové války. Nachází se východně od stávajícího areálu na pozemku skleníkové zahrady v Auteuilu, s nímž jej spojila oranžérie.

### Přehled dvorců
| Dvorce                                       | Dvorce                  | kapacita | kapacita | otevření | střecha    | poloha v areálu               |
| -------------------------------------------- | ----------------------- | -------- | -------- | -------- | ---------- | ----------------------------- |
| Court Philippe-Chatrier (dříve Center Court) | Court Philippe-Chatrier | 15 225   | [ 25 ]   | 1928     | zatahovací |                               |
| Court Suzanne-Lenglen (dříve Court A)        | Court Suzanne-Lenglen   | 10 056   | [ 25 ]   | 1994     | zatahovací |                               |
| Court Simonne-Mathieu                        | Court Simonne-Mathieu   | 5 000    | [ 26 ]   | 2019     | není       | Skleníková zahrada v Auteuilu |
| Court n°14 (v roce 2018 Court n°18)          | Court n°14              | 2 200    | [ 27 ]   | 2018     | není       | Fonds des Princes             |
| Court n°6                                    |                         | 1 146    | [ 28 ]   | 2018     | není       | Le Village                    |
| Court n°7                                    | Court n°7               | 1 146    | [ 28 ]   | 2018     | není       | Le Village                    |
| Court n°8                                    |                         | 350      | [ 28 ]   | 2018     | není       | Le Village                    |
| Court n°9                                    | Court n°9               | 350      | [ 28 ]   | 2018     | není       | Le Village                    |
| Courts n° 2, 3                               |                         |          |          | 2020     | není       | Place des Mousquetaires       |
| Courts n°4, 5                                |                         |          |          | 1999     | není       | Place des Mousquetaires       |
| Courts n°10, 11, 12, 13                      |                         |          |          | 2019     | není       | Fonds des Princes             |
| Courts n°15, 16                              |                         |          |          | 2019     | není       | Fonds des Princes             |

## Dopravní spojení
- Pařížské metro:
  -  linka   9 – stanice: Michel-Ange – Auteuil, Michel-Ange – Molitor, Porte de Saint-Cloud
  -  linka 10 – stanice: Porte d'Auteuil
- Autobusy RATP
  - Linky č. 22, 32, 42, 52, 72, 88, 123, 241 a 260